# Ramal de Aveiro
El Ramal de Aveiro es una conexión ferroviaria en ancho métrico, que une las localidades de Sernada del Vouga, en la Línea del Voga, y Aveiro, en la Línea del Norte, en Portugal; entró en servicio el 8 de septiembre de 1911.

## Material circulante
En 1993, este tramo era recorrido, regularmente, por automotores de la CP Serie 9300 con remolque, que aseguraban servicios entre Sernada do Vouga y Aveiro.

## Obras de arte
Puentes
- Azurva - 28 m
- Araújo - 14 m
- Río Águeda - 64 m
- Marnel - 23 m
- Sernada - 173 m

Túneles
- Eirol - 74 m

## Paisaje
- Río Vouga
- Patera de Fermentelos

## Historia

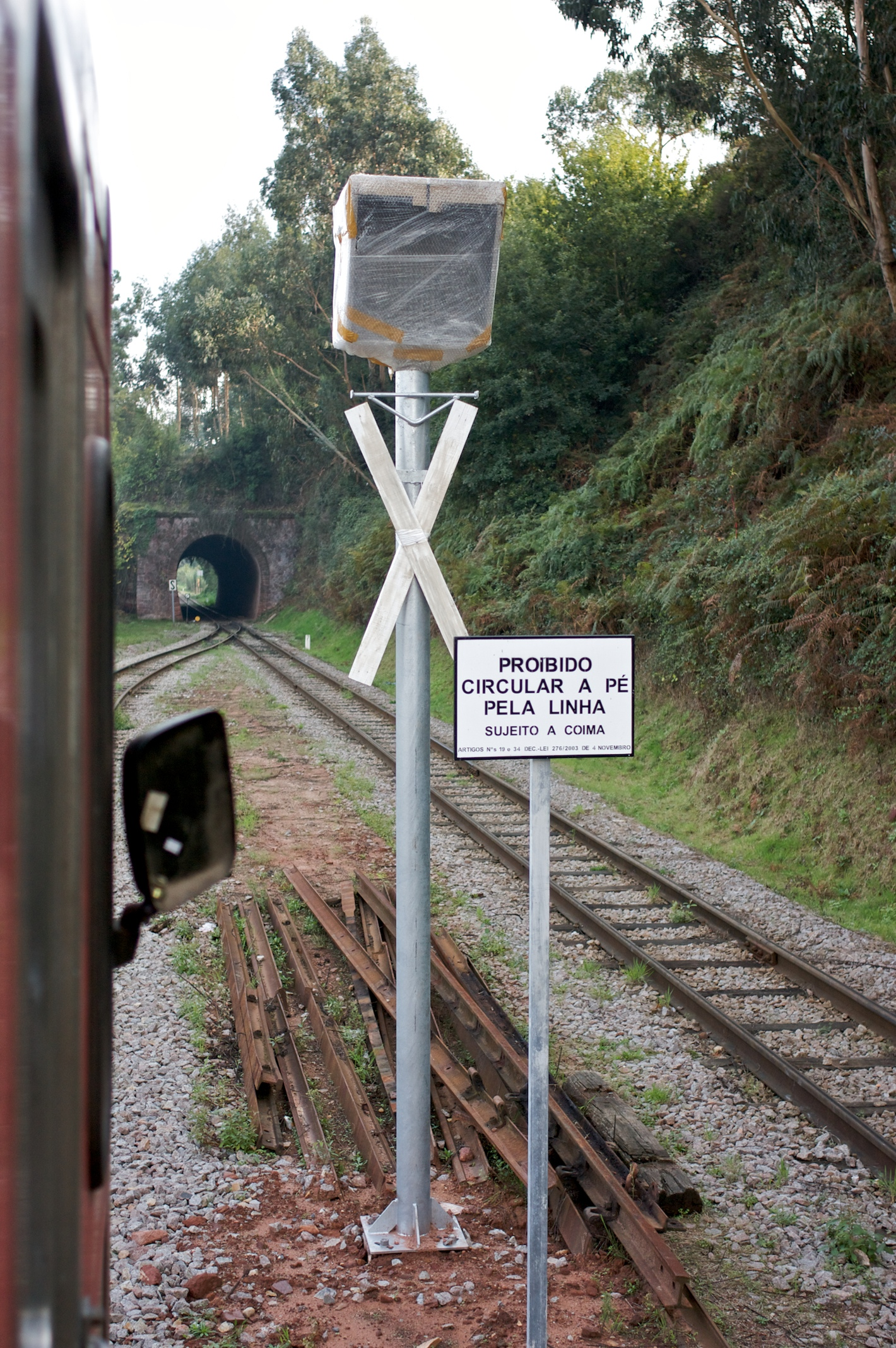
Túnel de Eirol, visto desde la estación homónima.

### Planificación
El empresario Frederico Pereira Paja fue autorizado, por los decretos del 11 de julio de 1889 y 23 de mayo de 1901, a construir y explotar, y a formar una empresa con ese fin, una conexión ferroviaria entre las Estaciones de Torre de Eita, en la Línea de Santa Comba Dão a Viseu y Espinho, en la Línea del Norte, con un ramal entre Sever do Vouga y Aveiro. Los planos ya habían sido presentados al gobierno en 1897, y fueron aprobados el 30 de octubre de 1903, siendo elaborado el contrato provisional el 25 de abril de 1904. En febrero de 1902, previéndose que las obras de la entonces denominada Linha do Vale do Vouga comenzasen en marzo del mismo año. La concesión fue, no obstante, traspasada, después de haber sido autorizado a tal por un decreto del 17 de marzo de 1906, a una nueva empresa, la Compagnie Française pour la Construction et Exploitation des Chemins de Fer a la l'Étranger; el contrato definitivo con el Estado fue firmado el 5 de febrero de 1907. Entre tanto, la Companhia dos Caminhos de Ferro Portugueses de Beira Alta había efectuado, entre el 2 y el 18 de septiembre de 1905, varias reclamaciones, pues la línea planeada tenía un trazado paralelo, a menos de 40 kilómetros de distancia de una parte de la Línea de Beira Alta; estas quejas fueron rechazadas por el tribunal arbitral, en un acuerdo del 30 de julio de 1908.

### Construcción e inauguración
La línea hasta Albergaria-a-Velha entró en servicio el 1 de abril de 1908; el tramo hasta Sernada do Vouga y hasta Aveiro abrió a la explotación el 8 de septiembre de 1911.

### Creación de la Compañía Portuguesa para la Construcción y Explotación de Ferrocarriles y continuación del Ramal de Aveiro

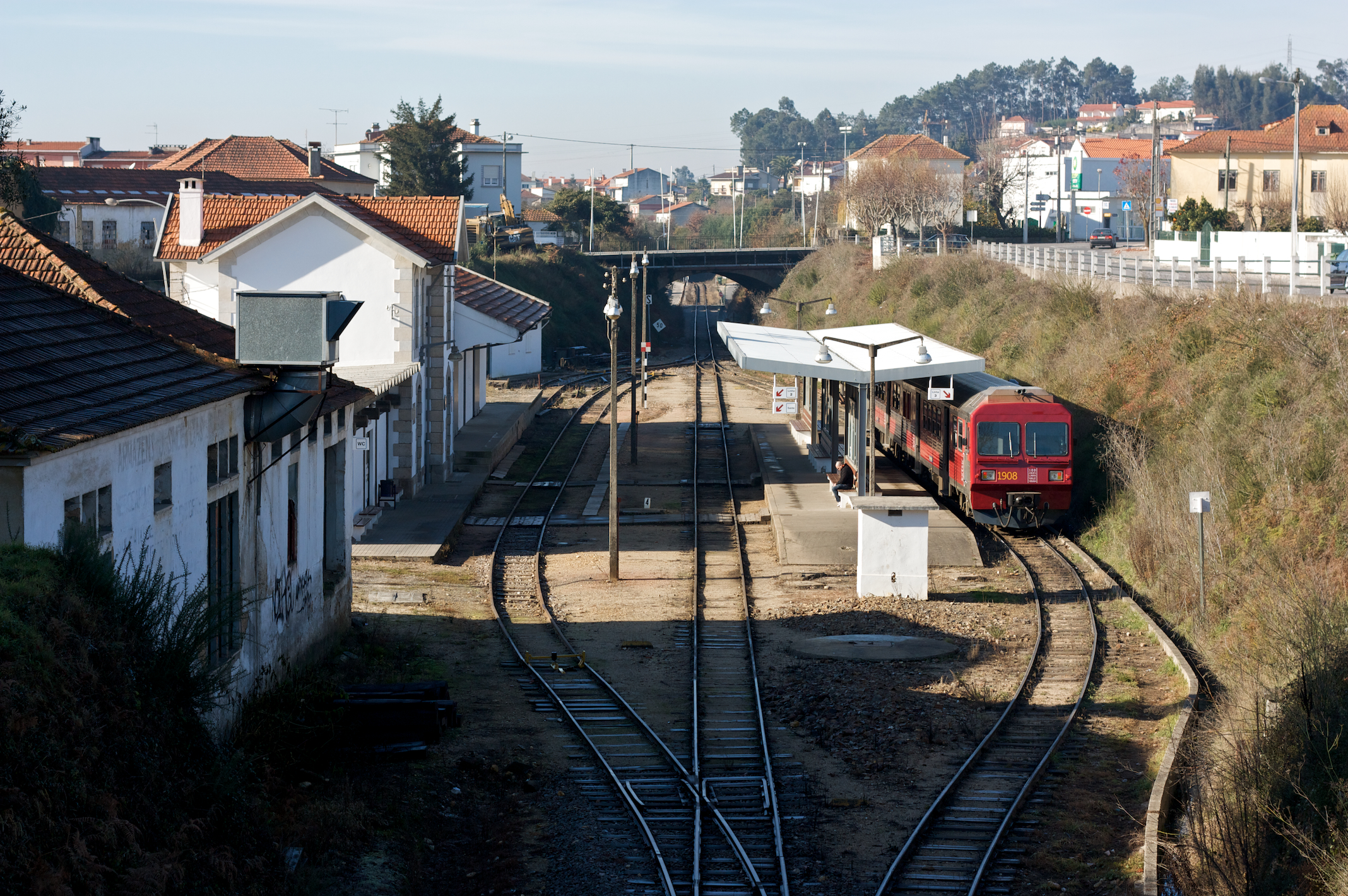
Estación de Águeda, en el Ramal de Aveiro.

En la asamblea general del 7 de julio de 1923, la Compagnie Française pour la Construction et Exploitation des Chemins de Fer a la l'Étranger decidió transformarse en una empresa de nacionalidad portuguesa, siendo publicados, el 1 de  abril de 1924, los nuevos estatutos, creando la Companhia Portuguesa para a Construção e Exploração de Caminhos de Ferros, como una nueva entidad; una división de la antigua empresa francesa, que realizaba la explotación de las líneas, también sufrió el mismo proceso, pasando a tener el nombre de Sociedad Portuguesa.
El contrato del 5 de febrero de 1907 fue modificado por la ley n.º 789, con fecha del 25 de agosto de 1917, y nuevamente el 23 de agosto de 1918, en relación con la cesión de terrenos para la continuación de la línea, entre la Estación de Aveiro y el Canal do Cojo, y a los costes de explotación.
Un decreto del 15 de noviembre de 1926 concedió a la Compañía la explotación de un ramal que partiese de Aveiro hacia el norte separándose hacia el Canal de São Roque, y siguiese hasta Ançã pasando por Cantanhede, Mira, Ílhavo y Vagos. A partir de esta línea fue construido el primer segmento, el Ramal de Aveiro-Mar.

### Extinción
La ley n.º 2008, publicada el 7 de  septiembre de 1945, determinó que el gobierno comenzase a planear la unión de todas las concesiones ferroviarias en Portugal de vía estrecha y ancha en una sola, de forma que mejorase la gestión y eficiencia de esta modalidad de transporte. La escritura de transferencia de la Companhia Portuguesa para a Construção e Exploração de Caminhos de Ferro en la Companhia dos Caminhos de Ferro Portugueses fue elaborada en 1946, y el 1 de enero de 1947 la Línea del Voga y el Ramal de Aveiro pasaron a ser explotadas por esta empresa.

### SigloXXI
La circulación en esta línea fue interrumpida en febrero de 2010, debido a la caída de árboles de gran tamaño.
En febrero de 2011, se produjo un atropello en un paso a nivel junto a la localidad de São Paio de Oleiros, que produjo una víctima mortal e interrumpió la circulación.